# Квантовый скачок (скульптура)
«Ква́нтовый скачо́к» (англ. The Quantum Leap) — скульптура, установленная в парке английского города Шрусбери, графство Шропшир. Она была создана и открыта в ознаменование двухсотлетия со дня рождения натуралиста и путешественника Чарлза Дарвина, основоположника дарвинизма. Он родился в городе в 1809 году и проживал в нём до 1825 года, когда стал учиться в Эдинбургском университете. Скульптура была открыта 8 октября 2009 года Рэндалом Кейнсом, прямым потомком Дарвина. Выполненный в абстрактном стиле памятник состоит из 29 сегментов и весит более 113 тонн, не считая фундамента и свай, вес которых составляет ещё 97 тонн. Высота скульптуры 12 метров, длина — 17,5 метров. Из-за своего оригинального вида она часто сравнивается с другими объектами.

## История
Чарлз Дарвин родился 12 февраля 1809 года в Шрусбери, графство Шропшир, в родовом имении Маунт Хаус. Он был пятым из шести детей преуспевающего врача и финансиста Роберта Дарвина и Сьюзанн Дарвин. В Шрусбери Дарвин проживал до 1825 года, когда переехал в Эдинбург, где стал учиться на медицинском факультете Эдинбургского университета.
По случаю мероприятий, связанных с празднованием двухсотлетней годовщины учёного на его родине, местные власти и представители общественности решили установить в его честь скульптуру. Она была разработана архитектурной фирмой Pearce & Lal из Саттон-Колдфилд в Бирмингеме, которая представила свой проект в июле 2008 года. Архитектор Ранбир Лал заявил, что для него и компании большой честью была работа над проектом, посвящённом Дарвину. Он надеется, что их работа отражает жизнеспособность, диапазон теорий и идей учёного, делая их животрепещущими для жителей современного Шрусбери.
Скульптура была открыта 8 октября 2009 года Рэндалом Кейнсом, прямым потомком Дарвина и общественным деятелем. Она получила название «Квантовый скачок» (вариант — «Переход количественных изменений в качественные») и была размещена в парке Geo-Garden, на набережной Мардол, расположенной вдоль реки Северн — самой длинной в Великобритании. Парк, в котором был поставлен монумент, посвящённый памяти Дарвина, в целом посвящён и отражает геологическое разнообразие графства Шропшир, часто называемого геологической столицей Англии. Здесь представлены 10 из 12 геологических периодов, выделенных в науке. Известно, что Дарвин интересовался геологией в детстве, когда проживал на своей малой родине, и занимался коллекционированием природных объектов, образцов. Интерес к этой науке он сохранял и во время учёбы в Эдинбурге. У некоторых местных жителей установка скульптуры вызвала неудовольствие в связи с её дороговизной для налогоплательщиков, а также с тем, что дети взбирающиеся на неё могут получить травмы. Летом 2009 года 31 каменное «ребро» скульптуры, каждое из которых весило три тонны, пришлось выравнивать, чтобы завершить арку, в результате чего затраты оказались выше, чем предполагалось. Окончательный бюджет проекта в итоге обошёлся городу более 1 миллиона фунтов стерлингов. Городские власти отмечают, что более известная скульптура, привлекающая внимание туристов — Ангел Севера скульптора Энтони Гормли, обошлась в своё время на 200 тысяч фунтов дешевле.

## Описание
Скульптура состоит из 29 сегментов и весит более 113 тонн, не считая фундамента и свай, вес которых составляет ещё 97 тонн. Высота скульптуры 12 метров (40 футов), длина — 17,5 метров (57 футов). Элементы памятника были изготовлены компанией Histon Concrete Products из города Или, графство Кембриджшир. Работа по своему характеру абстрактна, и из-за её дарвиновской темы она обычно интерпретируется как изображение костей динозавров, ДНК или позвоночника, а также сравнивается с другими объектами. В местных средствах массовой информации, часто в отрицательном смысле, памятник называют «Слинки» — из-за некоторого сходства с известной игрушкой из спиральной проволоки.